# Pretty Cure
Pretty Cure Series (プリキュアシリーズ, Purikyua Shirīzu), còn gọi là PreCure (プリキュア, Purikyua) hay Chiến binh, là một loạt anime phép thuật được tạo nên bởi Izumi Todo và sản xuất bởi Truyền hình Asashi, Asatsu-DK và Toei Animation và Bandai. Mỗi bộ phim xoay quanh một nhóm các nữ chiến binh phép thuật được gọi là Pretty Cure hoặc Chiến binh là những người cô gái chiến đấu chống lại các thế lực xấu. Bắt đầu từ tháng 2 năm 2004 với Futari wa Pretty Cure, cho đến bộ phim gần đây nhất là Hirogaru Sky! Precure, bắt đầu phát sóng vào ngày 5 tháng 2 năm 2023 như là một phần của mục truyền hình dành cho trẻ em vào sáng Chủ nhật của TV Asahi. Đến nay, bốn loạt phim trong số đó đã có bản chuyển thể tiếng Anh.

## Tổng quát
Mỗi loạt phim tập trung vào một nhóm các cô gái tuổi teen được cấp những vật phẩm đặc biệt cho phép họ biến thành những chiến binh huyền thoại được biết đến với cái tên Pretty Cure. Với sự trợ giúp của các sinh vật được gọi là tiên, các Pretty Cure sử dụng sức mạnh ma thuật và sức mạnh nâng cao của họ để chiến đấu chống lại các thế lực tà ác, những kẻ đã tạo ra những con quái vật để mang lại đau khổ cho Trái đất. Khi bộ truyện tiến triển và những kẻ thù mạnh hơn xuất hiện, các Cure nhận được các vật phẩm phép thuật mới, khả năng mới và đôi khi là đồng minh mới để giúp họ trong cuộc chiến chống lại cái ác.

## Các loạt phim
Hiện có hai mươi loạt phim truyền hình anime trong nhượng quyền thương mại, hai trong số đó là phần tiếp theo trực tiếp của loạt phim trước của họ. Đến nay, ba trong số các bộ truyện đã được chuyển thể bằng tiếng Anh. Futari wa Pretty Cure đã được Ocean Productions lồng tiếng sang tiếng Anh và được phát sóng tại Canada với tên gọi Pretty Cure. Smile PreCure! và DokiDoki! PreCure được Saban Brands chuyển thể và phát hành trên Netflix với tên gọi Glitter Force và Glitter Force Doki Doki. Bộ truyện, Kirakira Pretty Cure a la Mode, Healin 'Good Pretty Curevà Tropical-Rouge! Pretty Cure, đã bắt đầu phát trực tuyến trong Crunchyroll trên lãnh thổ tương ứng của họ. Mỗi bộ đều nhận được một chuyển thể manga do Futago Kamikita minh họa, được đăng trên tạp chí Nakayoshi shoujo của Kodansha cùng với anime.
Tính đến năm 2020, Toei Animation Inc. sở hữu bản quyền quốc tế đối với nhượng quyền thương mại trong khi cả bản lồng tiếng của Smile và DokiDoki cùng với thương hiệu Glitter Force hiện thuộc sở hữu của Hasbro và eOne.
| Stt       | Stt       | Tiêu đề                           | Thế hệ    | Phát sóng | Số tập  | Đạo diễn                    | Nguồn       |
| --------- | --------- | --------------------------------- | --------- | --------- | ------- | --------------------------- | ----------- |
|           | 1         | Futari wa Pretty Cure             | 1         | 2004–2005 | 49      | Daisuke Nishio              |             |
|           | 2         | Futari wa Pretty Cure Max Heart   | 1         | 2005–2006 | 47      | Daisuke Nishio              |             |
|           | 3         | Futari wa Pretty Cure Splash Star | 2         | 2006–2007 | 49      | Toshiaki Komura             |             |
|           | 4         | Yes! PreCure 5                    | 3         | 2007–2008 | 49      | Toshiaki Komura             |             |
|           | 5         | Yes! PreCure 5 GoGo!              | 3         | 2008–2009 | 48      | Toshiaki Komura             |             |
|           | 6         | Fresh Pretty Cure!                | 4         | 2009–2010 | 50      | Junji Shimizu, Akifumi Zako |             |
|           | 7         | HeartCatch PreCure!               | 5         | 2010–2011 | 49      | Tatsuya Nagamine            |             |
|           | 8         | Suite PreCure                     | 6         | 2011–2012 | 48      | Munehisa Sakai              |             |
|           | 9         | Smile PreCure!                    | 7         | 2012–2013 | 48      | Takashi Otsuka              |             |
|           | 10        | DokiDoki! PreCure                 | 8         | 2013–2014 | 49      | Go Koga                     | [ 1 ] [ 2 ] |
|           | 11        | HappinessCharge PreCure!          | 9         | 2014–2015 | 49      | Tatsuya Nagamine            |             |
|           | 12        | Go! Princess PreCure              | 10        | 2015–2016 | 50      | Yuta Tanaka                 | [ 3 ] [ 4 ] |
|           | 13        | Mahou Tsukai Pretty Cure!         | 11        | 2016–2017 | 50      | Masato Mitsuka              | [ 5 ] [ 6 ] |
|           | 14        | Kirakira PreCure a la Mode        | 12        | 2017–2018 | 49      | Kohei Kureta, Yukio Kaizawa | [ 7 ]       |
|           | 15        | Hugtto! PreCure                   | 13        | 2018–2019 | 49      | Junichi Sato, Akifumi Zako  | [ 8 ] [ 9 ] |
|           | 16        | Star Twinkle PreCure              | 14        | 2019–2020 | 49      | Hiroaki Miyamoto            | [ 10 ]      |
|           | 17        | Healin' Good PreCure              | 15        | 2020-2021 | 45      | Yoko Ikeda                  | [ 11 ]      |
|           | 18        | Tropical! Rouge Precure           | 16        | 2021-2022 | 46      | Tsuchida Yutaka             |             |
|           | 19        | Delicious Party Precure           | 17        | 2022-2023 | 45      | Toshinori Fukazawa          |             |
|           | 20        | Hirogaru Sky! Precure             | 18        | 2023-2024 | 50      | Ogawa Kouji                 |             |
|           | 21        | Wonderful Precure!                | 19        | 2024-     | Chưa rõ | Satō Masanori               | [ 12 ]      |
| Tổng cộng | Tổng cộng | Tổng cộng                         | Tổng cộng | 2004–nay  | 968     | -                           | -           |

## Phim
Bắt đầu với Futari wa Pretty Cure Max Heart, mỗi bộ phim truyền hình đều một bộ phim hoạt hình dựa trên, với Max Heart có hai bộ phim. Bắt đầu từ tháng 3 năm 2009, các bộ phim crossover có các nhân vật từ nhiều bộ đã được phát hành hàng năm, với 12 bộ phim crossover được phát hành cho đến nay. Bộ phim crossover thứ mười một, Hugtto! PreCure Futari wa Pretty Cure: All Stars Memories, đã được trao danh hiệu Kỷ lục Guinness cho "Nhiều Chiến binh nhất trong một bộ phim hoạt hình", với tổng số 55 chiến binh xuất hiện.

## Mô phỏng

### Âm nhạc
Những chương trình ca nhạc được tổ chức bắt đầu từ tháng 2 năm 2005 trên các sân khấu, rạp hát dành cho trẻ em từ 5-9 tuổi.

### Trò chơi điện tử
Nhiều trò chơi điện tử dựa trên loạt phim đã được sản xuất bởi Bandai Namco Entertainment. Bao gồm:
- Futari wa Pretty Cure: Arienai! Yume no En wa Daimeikyu (ふたりはプリキュア ありえな～い！夢の園は大迷宮 Pretty Cure: Unbelievable! The Dream Park is a Labryinth?) (2004, Game Boy Advance)
- Futari wa Pretty Cure Max Heart: Maji? Maji!? Fight de IN Janai (ふたりはプリキュアマックスハート マジ?マジ?!ファイト de INじゃない Pretty Cure Max Heart!: Really? Really!? A Fight is Okay, Isn't It??) (2005, Game Boy Advance)
- Futari wa Pretty Cure Max Heart: Danzen! DS de Precure - Chikara wo Awasete Dai Battle (ふたりはプリキュアマックスハート　DANZEN!DSでプリキュア力をあわせて大バトル！! Pretty Cure Max Heart: - Absolutely! Pretty Cure on DS - The Great Battle Where Power Gathers?) (2005, Nintendo DS)
- Futari wa Pretty Cure Splash Star: Panpaka Game de Zekkōchō! (ふたりはプリキュア Splash Star パンパカゲームでぜっこうちょう! Pretty Cure Splash Star - In Top Condition for the PanPaka Game!?) (2006, Nintendo DS)
- Yes! PreCure 5 (Yes！プリキュア5?) (2007, Nintendo DS)
- Yes! PreCure 5 GoGo!: Zenin Shu Go! Dream Festival (Yes！プリキュア5GoGo！ 全員しゅーGo!ドリームフェスティバル Yes! PreCure 5 GoGo!: All Assembled! Dream Festival?) (2008, Nintendo DS)
- Fresh Pretty Cure: Asobi Collection (フレッシュプリキュア!あそびコレクション Fresh Pretty Cure: Play Collection?) (2009, Nintendo DS)
- HeartCatch PreCure! Oshare Collection (ハートキャッチプリキュア!おしゃれコレクション HeartCatch PreCure! Fashion Collection?) (2010, Nintendo DS)
- Koe de Asobō! HeartCatch PreCure! (こえであそぼう!ハートキャッチプリキュア! Let's Play With Voices! HeartCatch PreCure!?) (2010, Nintendo DS)
- Suite PreCure♪: Melody Collection (スイートプリキュア♪ メロディコレクション?) (2011, Nintendo DS)
- Smile PreCure! Let's Go! Märchen World (スマイルプリキュア!　レッツゴー！メルヘンワールド?) (2012, Nintendo 3DS)
- PreCure All Stars: Zenin Shūgō☆Let's Dance! (プリキュアオールスターズ ぜんいんしゅうごう☆レッツダンス！ PreCure All Stars: All Together☆Let's Dance!?) (2013, Wii)
- DokiDoki! PreCure: Narikiri Life! (ドキドキ!プリキュア なりきりライフ! DokiDoki! Precure: Impersonator Life!?) (2013, Nintendo 3DS)
- HappinessCharge PreCure! Kawarun Collection (ハピネスチャージプリキュア! カワルン☆コレクション HappinessCharge PreCure! Sparking Collection?) (2014, Nintendo 3DS)
- Go! Princess PreCure: Sugar Ōkoku to Rokunin no Princess (Go!プリンセスプリキュア シュガー王国と6人のプリンセス Go! Princess PreCure: The Sugar Kingdom and the 6 Princesses?) (2015, Nintendo 3DS)
- PreCure Tsunagaru Puzzlun (プリキュアつながるぱずるん PreCure Connecting Puzzlun?) (2017, iOS, Android)
- Nari Kids Park: Hugtto! PreCure (なりキッズパーク　HUGっと！プリキュア?) (2018, Nintendo Switch)
- PreCure All Stars Data Carddass series (プリキュアデータカードダスシリーズ?) (2007–2017)
- Futari wa Pretty Cure (ふたりはプリキュア?) (2004, Sega Pico)
- Futari wa Pretty Cure: Max Heart (ふたりはプリキュアMax Heart?) (2005, Beena)
- Futari wa Pretty Cure Splash Star (ふたりはプリキュアスプラッシュスター?) (2006, Beena)
- Yes! Pretty Cure 5 Go Go: Love Love Hiragana Lesson (Yes！プリキュア5GoGo！lovelove☆ひらがなレッスン?) (2008, Beena)
- Isshoni Henshin Fresh Pretty Cure (いっしょにへんしん♥フレッシュプリキュア！?) (2009, Beena)
- Oshare ni Henshin HeartCatch PreCure! (おしゃれにへんしん ハートキャッチプリキュア！?) (2010, Beena)
- Suite PreCure♪: Happy Oshare Harmony☆ (スイートプリキュア♪ハッピーおしゃれハーモニー☆?) (2011, Beena)

### Live-action
Live-action Koe Girl! (声ガール！, Koe Gāru!) được phát sóng tại Nhật Bản từ tháng 4 đến tháng 6 năm 2018. Bộ phim kể về một nhóm các nữ diễn viên lồng tiếng đầy tham vọng và các ngôi sao với sự tham gia của Haruka Fukuhara, người lồng tiếng cho Himari Arisugawa/Cure Custard trong Kirakira PreCure a la Mode.